# Olympia Older/Younger Sitz-Bath
Olympia Older/Younger Sitz-Bath är en fornlämning i Grekland.   Den ligger i prefekturen Nomós Aitolías kai Akarnanías och regionen Västra Grekland, i den södra delen av landet, 190 km väster om huvudstaden Aten. Olympia Older/Younger Sitz-Bath ligger 32 meter över havet.
Terrängen runt Olympia Older/Younger Sitz-Bath är kuperad österut, men västerut är den platt. Runt Olympia Older/Younger Sitz-Bath är det ganska tätbefolkat, med 72 invånare per kvadratkilometer. Närmaste större samhälle är Pýrgos, 16,9 km väster om Olympia Older/Younger Sitz-Bath. == Kommentarer ==
1. ↑  Framräknat ur variansen i alla höjduppgifter (DEM 3") från Viewfinder Panoramas, inom 10 km radie.[2] Mer om algoritmen finns här: Användare:Lsjbot/Algoritmer.